# Gare de Marvejols
Gare de Marvejols – stacja kolejowa w Marvejols, w departamencie Lozère, w regionie Oksytania, we Francji. Obecnie jest zarządzana przez SNCF (budynek dworca) i przez RFF (infrastruktura).
Została otwarta w 1884 r. przez Compagnie des chemins de fer du Midi et du Canal latéral à la Garonne.
Stacja jest obsługiwana przez pociągi Intercités i TER Languedoc-Roussillon.

## Linie kolejowe
- Béziers – Neussargues